# کارین فوسام

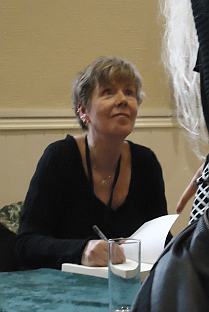
در جشنواره ادبی داستان جنایی سال ۲۰۱۲

کارین فوسام (متولد ۶ نوامبر ۱۹۵۴) نویسنده نروژی سبک داستان جنایی است، که اغلب از آن به عنوان "ملکه جنایات نروژی " یاد می‌شود.

## اوایل زندگی
کارین ماتیسن در ۶ نوامبر ۱۹۵۴ در ساندفیورد، در بخش وستفولد، نروژ به دنیا آمد. او هم‌اکنون در نزدیکی اسلو زندگی می‌کند. فوسام به عنوان یک شاعر اولین مجموعه خود را در سال ۱۹۷۴ منتشر شد کرد زمانی که او فقط ۲۰ سالش بودو اولین جایزه ادبی تاریای وسوس را به‌دست آورد. مدتی در بیمارستانها، خانه‌های سالمندان کار می‌کرد و در توانبخشی معتادان به مواد مخدر نیز کمک می‌کرد.